# 江藤淳
江藤 淳（えとう じゅん、1932年〈昭和7年〉12月25日 - 1999年〈平成11年〉7月21日）は、日本の文芸評論家。東京工業大学、慶應義塾大学教授を歴任。学位は、文学博士（慶應義塾大学）。日本芸術院会員。本名：江頭 淳夫（えがしら あつお）、身長160センチ。
学生時代に発表した『夏目漱石』(1956年)で注目され、『作家は行動する』(1959年)、『小林秀雄』(1960年)で文芸評論家としての地位を確立。『アメリカと私』(1965年)など文明批評も多い。

## 概要
戦後日本の著名な文芸評論家で、小林秀雄没後は文芸批評の第一人者とも評された。20代の頃から長らく文芸時評を担当し、大きな影響力を持った。20代で『奴隷の思想を排す』、『夏目漱石』を上梓し、特に前者の『奴隷の思想を排す』は、日本の近代的自我に対する批判を描き出し、吉本隆明を始め多方面の文学者に大きな影響を与え、1960年代初頭から、大江健三郎・司馬遼太郎らと共に気鋭の新人として注目され始める。アメリカ留学前後から、文壇・論壇での活動を本格化させ、1966年（昭和41年）に遠山一行・高階秀爾・古山高麗雄の4名で『季刊藝術』を創刊・主宰。1969年（昭和44年）末から約9年間に渡り毎日新聞の文芸時評を担当。
『小林秀雄』（講談社）により新潮社文学賞受賞、『漱石とその時代』（新潮選書）で菊池寛賞と野間文芸賞を受賞している。代表作『成熟と喪失』は第三の新人の作品を素材にして文学における母性について論じた代表作である。
1976年（昭和51年）に第32回日本芸術院賞を受賞し、1991年（平成3年）に日本芸術院会員に選出。1994年（平成6年）から日本文藝家協会理事長。日本文学大賞、文學界新人賞、群像新人文学賞、文藝賞、三島由紀夫賞などの選考委員を務めた。江藤淳というペンネームが本名に由来していることは明白だが、本人の言では「照れ隠しのようなものにすぎない」という。初め「あつし」と読ませていたがいつのまにか「じゅん」と読まれるようになった。なお1941年（昭和16年）から1948年（昭和23年）まで鎌倉市極楽寺に、戦後は市ヶ谷加賀町など都心部での在住を挟み、1980年（昭和55年）以降は、鎌倉市西御門に居住し、鎌倉文士に加わった。
明治国家を理想とする正統的な保守派の論客として論壇で異彩を放つようになり、しばしば戦後保守派や新保守主義派の論客とは対立した。一般的には、文学者としての立場から「父性原理」や「治者の理論」にこだわり、敗戦による時代と国家の喪失の物語を自らの体験に重ねて作為し、戦後神話の解体を通して主体の回復に挑んだ稀有なる個性を、文学史と思想史の交点に描き出す事を論点とし、三島由紀夫や清水幾太郎、福田恆存らとはしばしば対比された。作家を評価する際には思想性にはこだわらず、思想的な立場の異なる左派の中野重治などを積極的に評価し、文壇に登場して間もない頃の石原慎太郎などをいち早く発見した。
アメリカ東部のプリンストン大学で在住研究で得た経験から、巨大なアメリカ社会とどう向き合うかという主題に生涯取り組み、戦後日本における西欧模倣の近代化を他の言論人に先駆けて鋭く批判した。なお、同地で留学中、三島由紀夫から5点の書簡を受け、自作長編『美しい星』の英訳本刊行への助力などを求められている。
『諸君!』1970年1月号のエッセイ「『ごっこ』の世界が終ったとき」では、全共闘運動を「革命ごっこ」、三島由紀夫の楯の会運動を「軍隊ごっこ」と斬り捨てた。同年秋の三島自決（三島事件）の後に、小林秀雄と行った対談「歴史について」では、「三島由紀夫は、一種の病気」であると断言し、吉田松陰的に崇拝されていく三島像を明確に否定する考えを表明した。約四半世紀を経て平成に入り「憂国忌」発起人に参画するなど、三島事件に対する考えが変化し、晩年に『南州残影』の取材で、蓮田善明の故郷（植木町、現・熊本市北区）で、西南戦争激戦の地田原坂を訪れた江藤は、蓮田が三島の才を評価していたことに触れながら、2人が西郷隆盛に発する自裁と国士の系譜にあると論じている。
江戸城無血開城に際し敗れた幕府側の人間でありながらも、理想的な治者としては勝海舟を見出し、松浦玲と共に『勝海舟全集』（講談社）の編纂に参画。評伝『海舟余波』も著し、近代史の激動変転の中で、滅び去っていく死者や敗者への挽歌を綴った。「文藝春秋」に『海は甦える』を長期連載し、薩摩藩出身の山本権兵衛を軸に、開国からの日本海軍の創立・興隆にいたる過程を描いた長編歴史文学となった。平成期には「文學界」に西郷南洲の伝記『南洲残影』を連載した。
1970年代後半からの『忘れたことと忘れさせられたこと』・『閉された言語空間―占領軍の検閲と戦後日本』・『一九四六年憲法-その拘束―その他』などで、GHQによる戦後日本のマスコミへの検閲、GHQの呪縛から脱却できない戦後民主主義を鋭く批判した。のち1991年初頭に湾岸戦争が勃発し、アメリカの全面勝利で終結すると、「SAPIO」（小学館）誌上で湾岸戦争中のアメリカの検閲を取り上げ、それが、日本占領下にアメリカが行なった検閲に酷似している事を指摘した。
日本人の在り方や国語文化について積極的に発言し、『自由と禁忌』（河出書房新社）では、「アメリカを代表する占領軍当局によって、このように『存在させられている』のであり…」とし、日本は実質的に独立国家ではなくなっていると主張。また、アメリカ政府が極秘で日本弱体化計画（「ウォー・ギルト・インフォメーション・プログラム」略称・WGIP）を進めていたと主張し続けた（江藤は歴史家の立場から発言しているわけではない。江藤以外にも「WGIP」が存在しているとする主張がある）。
中日ドラゴンズのファンだった。

## 生涯

### 生い立ち
銀行員・江頭隆の長男として東京府豊多摩郡大久保町字百人町（現在の東京都新宿区）に生まれる。母の名は廣子。
1937年、4歳半の時、母を結核で失う。1939年、戸山小学校に入学するも、病弱な上に教師と合わず、不登校になる。自宅の納戸に逃避して、谷崎潤一郎や山中峯太郎や田河水泡を愛読。「学校のない国に行けたら」と夢想した。
1942年、神奈川県鎌倉市の鎌倉第一国民学校に転校してから学校が好きになり、成績が上昇。
1946年、神奈川県藤沢市の旧制湘南中学（現在の神奈川県立湘南高等学校）に入学。1級上に石原慎太郎がおり、ともに湘南中学の先輩で歴史学者の江口朴郎宅に出入りしていた仲でもあり、石原との交際は生涯続いた。
昭和20年（1945年）5月、空襲にて東京大久保の生家が焼失。亡母の遺品がなくなったことを悲しむ。
昭和23年（1948年）、旧制の東京都立第一中学校（現：東京都立日比谷高等学校）に転校。古書店で伊東静雄の詩集『反響』に出会ったことが、文学の道に進むきっかけとなる。在学中はベレー帽を被るなど、少し斜に構えたところもあった。在学中、学制改革に遭う。
1951年、健康診断で肺浸潤が見つかったため、高校を休学して自宅療養する。ドストエフスキー、谷崎潤一郎、福田恆存、大岡昇平などに読みふける。なお高校では優等生だったが、数学だけは全く駄目だったという。

### 慶應義塾時代
1953年、東京大学文科二類（現在の文科三類に相当）を受験して失敗、慶應義塾大学文学部（教養課程）に進む。日比谷高（1950年に都立一中から改称）の教師から「慶應は経済学部かね。なに、文科？　君も案外伸びなかったね」とあからさまに軽侮されたため、以後二度と日比谷高の門をくぐるまいと誓った。ただ晩年は、日比谷高校のOB講演会「トワイライトフォーラム」の講演を引き受けるなど、問題は内面的には既に氷解していたようである。
なお慶應入学前後に福沢諭吉を読んで感銘を受け心酔、福沢は主著『作家は行動する』において重要なモチーフとなっている他、度々福沢について論じた。以後も母校慶應には愛着を隠さず、教授として招聘された時の喜びを後に素直に語っている(『国家とはなにか』)。
1954年4月、専門課程への進学に際して英文科を選ぶ。吉田健一『英国の文学』の影響が大きい。
1954年6月、喀血して自宅で療養。
1955年、当時の編集長だった山川方夫の依頼で『三田文学』に「夏目漱石論」を発表。初めて江藤淳を名乗る。
1957年3月、慶應義塾大学文学部文学科（英米文学専攻）を卒業。卒業論文のテーマはローレンス・スターン。同年4月、慶應義塾大学大学院文学研究科修士課程に進む。指導教授の西脇順三郎からは嫌われていたという。西脇は江藤の姿を教室に認めるや、「今日は江藤君がいるから授業しない」と宣言したこともあったという。同年5月、大学同級生だった三浦慶子と結婚。後年、先輩の安岡章太郎から「慶子さんと付き合うためにわざと東大に落ちたんじゃないか」と揶揄されたが、江藤は「ぼくは真面目に受けて落ちたんですよ」と答えた。
1958年、大学院生でありながら文芸誌に評論を執筆し原稿料を稼いでいたことが教授会から問題視され、退学を勧告されたが、授業料のみ納入し、抵抗の意味で不登校を続ける。同年11月、文藝春秋から『奴隷の思想を排す』を上梓。
1959年1月、講談社から『作家は行動する』を上梓。同年3月、退学届を提出し、正式に大学院を中退。

### 文芸評論家として
1958年には、石原慎太郎、大江健三郎、谷川俊太郎、寺山修司、浅利慶太、永六輔、黛敏郎、福田善之ら若手文化人らと「若い日本の会」を結成し、60年安保に反対した。
1962年、ロックフェラー財団の研究員としてプリンストン大学に留学。滞在中に『小林秀雄』が新潮社文学賞を受賞したとの知らせを受けた。
1963年、プリンストン大学東洋学科で日本文学史を教える。
1964年に帰国。帰国後、愛国者にして天皇崇拝者の相貌を帯び始める。
1967年、遠山一行、高階秀爾と雑誌『季刊藝術』を創刊（1979年まで刊行）。 
1971年から東京工業大学助教授、のち教授となる。『勝海舟全集』の編纂に携わるが海舟を、江藤自身は理想とする「治者」の典型と見てのことである。
1972年、中央教育審議会の委員に就任。
1974年、「『フォニイ』考」で、加賀乙彦、辻邦生らの長編を、純文学ならざるものとして批判し、論争となる。
1975年、博士論文『漱石とアーサー王伝説』を慶應義塾大学に提出し、同大学より文学博士号を取得。この論文は、江藤が漱石と嫂登世との恋愛関係に固執するあまり、恣意的に『薤露行』を罪と死と破局の物語と読む誤りを犯していると大岡昇平から批判を受け、論争になった。
1976年には、NHKのドキュメンタリー・ドラマ『明治の群像』のシナリオを手掛ける。1977年、『文學界』1月号掲載の開高健との対談『作家の狼疾』で「武田（泰淳）さんの物心両面の継続投資」が「埴谷雄高さんをいままでサーヴァイヴさせ」たと発言して埴谷を激怒させ、『江藤淳のこと』を『文藝』に掲載し批判した。
1979年にワシントンのウィルソン・センターで米軍占領下の検閲事情を調査。この際、アマースト大学の史学教授レイ・ムーアより「ウォー・ギルト・インフォメーション・プログラム」（War Guilt Information Program、WGIP）とされる文書のコピーを提供されたという。これ以降、日本人がいかに洗脳されてきたか、日本国憲法が戦後の日本の言語空間を縛っているといったことを問題とし始める。
1980年の田中康夫の文藝賞受賞作『なんとなく、クリスタル』は、「ブランド小説」として文壇内では激しく批判されたが、江藤は高く評価した。1982年には、『海』4月号で吉本隆明と対談（『現代文学の倫理』）。このとき編集後記で同誌編集長宮田毬栄が、この対談について私見を述べたところ、江藤はそれに激怒して社長嶋中鵬二宛に抗議の手紙を送った。
1983年、「ユダの季節」で、保守派の論客である山崎正和、中嶋嶺雄、粕谷一希の党派性を批判し、保守論壇から孤立することとなった。
1988年、『新潮』5月号の創刊1000号記念で、大江健三郎、開高健、石原慎太郎ら同世代の作家と「文学の不易と流行」と題した座談会を行った。
1990年、東工大を辞職。1991年、日本芸術院会員。母校の慶應義塾大学法学部客員教授を経て、1992年、慶應義塾大学環境情報学部教授。
1993年、従妹の長女に当たる小和田雅子が皇太子徳仁親王と結婚。
1995年、『文藝春秋』5月号に寄稿した「皇室にあえて問う」で、阪神・淡路大震災の被災者を見舞った平成の天皇・皇后の姿勢を「何もひざまずく必要はない。被災者と同じ目線である必要もない。現行憲法上も特別な地位に立っておられる方々であってみれば、立ったままで構わない。馬上であろうと車上であろうと良いのです」と批判した。
1995年12月7日に、日本文藝家協会理事長として、公正取引委員会による出版流通の再販制度見直しに反対する声明を出したが、そのことに関して吉本隆明は「あの人の発言は、たとえば再販問題が起こったときもそうでしたが、一種の文学聖職説なんですよね。つまり、文学というのは聖なる職業なんです。（中略）僕らなんかはその反対の仕方なんです。文学なんかは聖職じゃないよ、学校の先生と同じで、ちっとも聖職じゃないんだよ、と思うわけですね。」と述べている。
1997年、定年まで1年を残し慶應義塾を去り、大正大学教授に就いた。
晩年、理想とする治者とは正反対の人生を送った永井荷風、西郷隆盛を論じ、意外の感を与えた。

### 妻の死と自殺
1998年12月、癌により妻の慶子が死去。妻を亡くしてからはかつてのような気力を失っていったと言われている。妻の看病中に前立腺炎を患う。
1999年（平成11年）６月、脳梗塞を発症し後遺症に苦しむ。同年7月21日、鎌倉市西御門の自宅浴室で剃刀を用い、手首を切って自殺、66歳没。
遺書には「心身の不自由は進み、病苦は堪え難し。去る六月十日、脳梗塞の発作に遭いし以来の江藤淳は形骸に過ぎず。自ら処決して形骸を断ずる所以なり。 乞う、諸君よ、これを諒とせられよ。平成十一年七月二十一日」とあった。
ライフワークであった『漱石とその時代』は、数回を残し未完に終わった。妻の闘病生活を綴った『妻と私』を残し、続く『幼年時代』も未完に終わった。
葬儀は神式。慶子との間に子供はおらず、喪主は実妹が務め、石原慎太郎らが弔辞を読んだ。墓所は青山霊園「江頭家之墓」である。

## 門人
門人には福田和也・兵頭二十八・大久保喬樹らがいる。また交流・影響を受けた外交評論家に田久保忠衛・森本敏らがいる。

## 家族・親族
- 祖父・江頭安太郎（海軍中将）
- 祖母・米子（佐賀県出身、海軍少佐にして海城学園創設者の古賀喜三郎の娘）
- 父・江頭隆（銀行員）
- 母・廣子（愛知県出身、海軍少将宮治民三郎の娘）
- 妻・慶子（内務省関東州局長三浦直彦の娘、江藤との間に子供はいない）
- 叔父
  - 古賀博（海城学園理事長）
  - 江頭豊（日本興業銀行常務取締役、チッソ元会長）

- 従兄弟姉妹
  - 古賀慶次郎（医学博士。慶応病院、国立小児病院医長。日本小児耳鼻咽喉科学会会長　慶応大学医学部卒）
  - 古賀英三郎（一橋大学教授・社会学部長　西洋社会思想史）
  - 優美子（小和田恒の妻、日本ユニセフ協会評議員、皇后雅子の母）
  - 久子（江口朴郎の妻）

## 系譜
江頭家

|  |  |            |            |            |            |            |            |  |  |  |  | 江頭範貞   |            |            |            |            |            |  |  |  |  |        |        |        |        |        |        |  |  |  |  |                     |                     |                     |                     |                     |                     |  |  |  |  |          |          |          |          |          |          |  |  |  |  |                 |                 |                 |                 |                 |                 |
|  |  |            |            |            |            |            |            |  |  |  |  |            |            |            |            |            |            |  |  |  |  |        |        |        |        |        |        |  |  |  |  |                     |                     |                     |                     |                     |                     |  |  |  |  |          |          |          |          |          |          |  |  |  |  |                 |                 |                 |                 |                 |                 |
|  |  | 江頭嘉蔵   |            |            |            |            |            |  |  |  |  |            |            |            |            |            |            |  |  |  |  |        |        |        |        |        |        |  |  |  |  |                     |                     |                     |                     |                     |                     |  |  |  |  |          |          |          |          |          |          |  |  |  |  |                 |                 |                 |                 |                 |                 |
|  |  |            |            |            |            |            |            |  |  |  |  |            |            |            |            |            |            |  |  |  |  |        |        |        |        |        |        |  |  |  |  |                     |                     |                     |                     |                     |                     |  |  |  |  |          |          |          |          |          |          |  |  |  |  |                 |                 |                 |                 |                 |                 |
|  |  |            |            |            |            |            |            |  |  |  |  | 江頭安太郎 | 江頭安太郎 | 江頭安太郎 | 江頭安太郎 | 江頭安太郎 | 江頭安太郎 |  |  |  |  | 江頭隆 | 江頭隆 | 江頭隆 | 江頭隆 | 江頭隆 | 江頭隆 |  |  |  |  | 江頭淳夫 （江藤淳） | 江頭淳夫 （江藤淳） | 江頭淳夫 （江藤淳） | 江頭淳夫 （江藤淳） | 江頭淳夫 （江藤淳） | 江頭淳夫 （江藤淳） |  |  |  |  |          |          |          |          |          |          |  |  |  |  |                 |                 |                 |                 |                 |                 |
|  |  |            |            |            |            |            |            |  |  |  |  | 江頭安太郎 | 江頭安太郎 | 江頭安太郎 | 江頭安太郎 | 江頭安太郎 | 江頭安太郎 |  |  |  |  | 江頭隆 | 江頭隆 | 江頭隆 | 江頭隆 | 江頭隆 | 江頭隆 |  |  |  |  | 江頭淳夫 （江藤淳） | 江頭淳夫 （江藤淳） | 江頭淳夫 （江藤淳） | 江頭淳夫 （江藤淳） | 江頭淳夫 （江藤淳） | 江頭淳夫 （江藤淳） |  |  |  |  |          |          |          |          |          |          |  |  |  |  |                 |                 |                 |                 |                 |                 |
|  |  |            |            |            |            |            |            |  |  |  |  |            |            |            |            |            |            |  |  |  |  |        |        |        |        |        |        |  |  |  |  |                     |                     |                     |                     |                     |                     |  |  |  |  |          |          |          |          |          |          |  |  |  |  |                 |                 |                 |                 |                 |                 |
|  |  |            |            |            |            |            |            |  |  |  |  |            |            |            |            |            |            |  |  |  |  | 古賀博 |        |        |        |        |        |  |  |  |  |                     |                     |                     |                     |                     |                     |  |  |  |  |          |          |          |          |          |          |  |  |  |  |                 |                 |                 |                 |                 |                 |
|  |  |            |            |            |            |            |            |  |  |  |  |            |            |            |            |            |            |  |  |  |  |        |        |        |        |        |        |  |  |  |  |                     |                     |                     |                     |                     |                     |  |  |  |  |          |          |          |          |          |          |  |  |  |  |                 |                 |                 |                 |                 |                 |
|  |  |            |            |            |            |            |            |  |  |  |  |            |            |            |            |            |            |  |  |  |  |        |        |        |        |        |        |  |  |  |  |                     |                     |                     |                     |                     |                     |  |  |  |  |          |          |          |          |          |          |  |  |  |  |                 |                 |                 |                 |                 |                 |
|  |  | 古賀喜三郎 | 古賀喜三郎 | 古賀喜三郎 | 古賀喜三郎 | 古賀喜三郎 | 古賀喜三郎 |  |  |  |  | 米子       | 米子       | 米子       | 米子       | 米子       | 米子       |  |  |  |  | 江頭豊 | 江頭豊 | 江頭豊 | 江頭豊 | 江頭豊 | 江頭豊 |  |  |  |  |                     |                     |                     |                     |                     |                     |  |  |  |  |          |          |          |          |          |          |  |  |  |  |                 |                 |                 |                 |                 |                 |
|  |  | 古賀喜三郎 | 古賀喜三郎 | 古賀喜三郎 | 古賀喜三郎 | 古賀喜三郎 | 古賀喜三郎 |  |  |  |  | 米子       | 米子       | 米子       | 米子       | 米子       | 米子       |  |  |  |  | 江頭豊 | 江頭豊 | 江頭豊 | 江頭豊 | 江頭豊 | 江頭豊 |  |  |  |  |                     |                     |                     |                     |                     |                     |  |  |  |  |          |          |          |          |          |          |  |  |  |  |                 |                 |                 |                 |                 |                 |
|  |  |            |            |            |            |            |            |  |  |  |  |            |            |            |            |            |            |  |  |  |  |        |        |        |        |        |        |  |  |  |  | 優美子              |                     |                     |                     |                     |                     |  |  |  |  |          |          |          |          |          |          |  |  |  |  |                 |                 |                 |                 |                 |                 |
|  |  |            |            |            |            |            |            |  |  |  |  |            |            |            |            |            |            |  |  |  |  |        |        |        |        |        |        |  |  |  |  |                     |                     |                     |                     |                     |                     |  |  |  |  |          |          |          |          |          |          |  |  |  |  |                 |                 |                 |                 |                 |                 |
|  |  |            |            |            |            |            |            |  |  |  |  | 山屋他人   | 山屋他人   | 山屋他人   | 山屋他人   | 山屋他人   | 山屋他人   |  |  |  |  | 寿々子 | 寿々子 | 寿々子 | 寿々子 | 寿々子 | 寿々子 |  |  |  |  |                     |                     |                     |                     |                     |                     |  |  |  |  | 皇后雅子 | 皇后雅子 | 皇后雅子 | 皇后雅子 | 皇后雅子 | 皇后雅子 |  |  |  |  |                 |                 |                 |                 |                 |                 |
|  |  |            |            |            |            |            |            |  |  |  |  | 山屋他人   | 山屋他人   | 山屋他人   | 山屋他人   | 山屋他人   | 山屋他人   |  |  |  |  | 寿々子 | 寿々子 | 寿々子 | 寿々子 | 寿々子 | 寿々子 |  |  |  |  |                     |                     |                     |                     |                     |                     |  |  |  |  | 皇后雅子 | 皇后雅子 | 皇后雅子 | 皇后雅子 | 皇后雅子 | 皇后雅子 |  |  |  |  |                 |                 |                 |                 |                 |                 |
|  |  |            |            |            |            |            |            |  |  |  |  |            |            |            |            |            |            |  |  |  |  |        |        |        |        |        |        |  |  |  |  | 小和田恆            | 小和田恆            | 小和田恆            | 小和田恆            | 小和田恆            | 小和田恆            |  |  |  |  |          |          |          |          |          |          |  |  |  |  | 敬宮 愛子内親王 | 敬宮 愛子内親王 | 敬宮 愛子内親王 | 敬宮 愛子内親王 | 敬宮 愛子内親王 | 敬宮 愛子内親王 |
|  |  |            |            |            |            |            |            |  |  |  |  |            |            |            |            |            |            |  |  |  |  |        |        |        |        |        |        |  |  |  |  | 小和田恆            | 小和田恆            | 小和田恆            | 小和田恆            | 小和田恆            | 小和田恆            |  |  |  |  |          |          |          |          |          |          |  |  |  |  | 敬宮 愛子内親王 | 敬宮 愛子内親王 | 敬宮 愛子内親王 | 敬宮 愛子内親王 | 敬宮 愛子内親王 | 敬宮 愛子内親王 |
|  |  |            |            |            |            |            |            |  |  |  |  |            |            |            |            |            |            |  |  |  |  |        |        |        |        |        |        |  |  |  |  |                     |                     |                     |                     |                     |                     |  |  |  |  | 今上天皇 |          |          |          |          |          |  |  |  |  |                 |                 |                 |                 |                 |                 |

## 著作
- 『夏目漱石』東京ライフ社、1956年、のち講談社、勁草書房、角川文庫、講談社文庫
- 『奴隷の思想を排す』文藝春秋、1958年
- 『作家は行動する』講談社、1959年、のち河出書房新社、講談社文芸文庫
- 『海賊の唄』みすず書房、1959年
- 『作家論』中央公論社、1960年
- 『日附のある文章』筑摩書房、1960年
- 『小林秀雄』講談社、1961年、のち新版、講談社文庫、角川文庫、講談社文芸文庫
- 『西洋の影』新潮社、1962年
- 『文芸時評』新潮社、1963年
- 『アメリカと私』朝日新聞社、1965年、のち講談社文庫、文春文庫、講談社文芸文庫
- 『犬と私』三月書房、1966年、復刊1999年
- 『続 文芸時評』新潮社、1967年
- 『成熟と喪失』河出書房新社、1967年、のち講談社文庫、講談社文芸文庫
- 『崩壊からの創造』勁草書房、1969年
- 『表現としての政治』文藝春秋〈人と思想〉、1969年 - 選集
- 『考えるよろこび』講談社、1970年、のち講談社文庫、講談社文芸文庫 - 講演集
- 『漱石とその時代 第1・2部』[25]新潮選書、1970年
- 『旅の話・犬の夢』講談社、1970年、のち講談社文芸文庫
- 『夜の紅茶』北洋社、1972年
- 『アメリカ再訪』文藝春秋、1972年
- 『一族再会 第一部』講談社、1973年、講談社文芸文庫（改訂版）、1988年
- 『批評家の気儘な散歩』新潮選書、1973年 - 講演集
- 『文学と私 戦後と私』[26]新潮文庫、1973年 改版2007年
  - 『戦後と私・神話の克服』中公文庫（新編、解説平山周吉）、2019年
- 『海舟余波 わが読史余滴』文藝春秋、1974年、文春文庫 1984年、講談社文芸文庫（改訂版）、2018年
- 『決定版 夏目漱石』新潮社、1974年、のち文庫 改版2006年 - 以下の再刊、特記なき場合は同一
- 『フロラ・フロラアヌと少年の物語』北洋社、1974年
- 『こもんせんす』北洋社、1975年
- 『続 こもんせんす』北洋社、1975年
- 『漱石とアーサー王伝説』東京大学出版会、1975年（博士論文）、講談社学術文庫 1991年
- 『海は甦える』 文藝春秋（全5巻）、1976年-1983年、のち文庫
- 『続々 こもんせんす』北洋社、1976年
- 『再び こもんせんす』北洋社、1977年
- 『再々 こもんせんす』北洋社、1978年
  - 『新編こもんせんす 抄』PHP研究所、1990年。抜粋版
- 『なつかしい本の話』新潮社、1978年。ちくま文庫、2024年
- 『歴史のうしろ姿』日本書籍〈現代の随想〉、1979年 - 選集
- 『忘れたことと忘れさせられたこと』文藝春秋、1979年、文春文庫（新編）1996年
- 『仔犬のいる部屋』講談社、1979年
- 『パンダ印の煙草』北洋社、1980年
- 『一九四六年憲法―その拘束』文藝春秋、1980年、文春学藝ライブラリー（再訂）2015年
  - 『一九四六年憲法―その拘束 その他』文春文庫（新編）1995年
- 『落葉の掃き寄せ―敗戦・占領・検閲と文学』文藝春秋、1981年
  - 『落葉の掃き寄せ 一九四六年憲法-その拘束』文藝春秋、1988年
- 『ワシントン風の便り』講談社、1981年
- 『ポケットのなかのポケット』講談社、1982年
- 『去る人来る影』牧羊社、1982年、新装版1986年
- 『三匹の犬たち』河出文庫、1983年。新編改題『妻と私と三匹の犬たち』1999年
- 『利と義と』TBSブリタニカ、1983年、阪急コミュニケーションズ、1999年 - 講演集
- 『自由と禁忌』河出書房新社、1984年、のち文庫
- 『西御門雑記』文藝春秋、1984年
- 『大きな空、小さな空 西御門雑記 二』文藝春秋、1985年
- 『近代以前』文藝春秋、1985年、文春学藝ライブラリー、2013年
- 『女の記号学』角川書店、1985年、のち文庫
- 『日米戦争は終わっていない』文春ネスコ、1986年、新版1987年。前者は新書判
- 『昭和の宰相たち』文藝春秋（全4巻）、1987年-1990年
- 『同時代への視線』PHP研究所、1987年 ※- 以下（一部対談）を収録
- 『批評と私』新潮社、1987年
- 『リアリズムの源流』河出書房新社、1989年
- 『昭和の文人』新潮社、1989年 のち文庫
- 『天皇とその時代』PHP研究所、1989年 ※。文春学藝ライブラリー（新編）、2019年

- 『閉された言語空間　占領軍の検閲と戦後日本』[27]文藝春秋、1989年、文春文庫、1994年
- 『全文芸時評』（上・下） 新潮社、1989年（上巻 昭和33年 - 46年/下巻 昭和47年 - 53年）
- 『日本よ、何処へ行くのか』文藝春秋、1991年 ※
- 『漱石論集』新潮社、1992年 ※
- 『言葉と沈黙』文藝春秋、1992年 ※
- 『大空白の時代』PHP研究所、1993年 ※
- 『漱石とその時代 第3部』新潮選書、1993年
- 『腰折れの話』角川書店、1994年
- 『日本よ、亡びるのか』文藝春秋、1994年 ※
- 『人と心と言葉』文藝春秋、1995年 ※
- 『渚ホテルの朝食』文藝春秋、1996年
- 『荷風散策―紅茶のあとさき』新潮社、1996年 のち文庫
- 『漱石とその時代 第4部』新潮選書、1996年
- 『保守とは何か』文藝春秋、1996年 ※
- 『国家とはなにか』文藝春秋、1997年 ※
- 『月に一度』産経新聞社、1998年、増補版1999年 ※
  - 『小沢君、水沢へ帰りたまえ』 産経新聞出版、2010年（抜粋版、解説屋山太郎）
- 『南洲残影』文藝春秋、1998年 のち文庫
  - 『完本 南洲残影』文春学藝ライブラリー、2016年
- 『南洲随想 その他』[28]文藝春秋、1998年 ※
- 『妻と私』文藝春秋、1999年
- 『幼年時代』文藝春秋、1999年 のち「妻と私・幼年時代」文庫、文春学藝ライブラリー（追悼記も収録)
- 『漱石とその時代 第5部』 新潮選書、1999年（未完作、解説桶谷秀昭）
- 『石原慎太郎論』作品社、2004年 ※（石原との対談も収録）
  - 『石原慎太郎・大江健三郎』中公文庫、2021年5月。新編・解説平山周吉
- 『小林秀雄の眼』中央公論新社[29]、2021年2月 ※。解説平山周吉

### 編著・共著
- 『幸福への対話　第2　新しい女性』 安達瞳子と対談、雄鶏社、1969年
- 『明治の群像 海に火輪を』 新潮社（1・2）、1976-1977年
- 『夏目漱石　朝日小事典』 朝日新聞社、1977年
- 『日本の名著32 勝海舟』 中央公論社、1978年[30]、新版1984年
- 『もう一つの戦後史』 講談社、1978年[31]
- 『占領史録』各・全4巻[32]、講談社、1980年-1981年／講談社学術文庫、1989年、文庫新版（上下）、1995年 - 解題波多野澄雄
- 『終戦工作の記録』 監修、栗原健・波多野澄雄編、講談社文庫（上下）、1986年
- 『靖国論集 日本の鎮魂の伝統のために』[33] 小堀桂一郎と共編、日本教文社〈教文選書〉、1986年／近代出版社（改訂版）、2004年
- 『日本は世界を知っているか 転換期の知恵』 長田庄一と対談、サイマル出版会、1988年
- 『日本の名随筆76 犬』 作品社、1989年
- 『断固「NO」と言える日本 戦後日米関係の総括』 石原慎太郎と共著、光文社カッパ・ホームス、1991年
- 『日米安保で本当に日本を守れるか』 PHP研究所、1996年

### 作品集成
- 『江藤淳著作集』全6巻、講談社、1967年（順に　漱石論、作家論集、小林秀雄、西洋について、作家は行動する ほか、政治・歴史・文化[34]）
- 『続 江藤淳著作集』全5巻、講談社、1973年（順に　成熟と喪失 ほか、作家の肖像、人間・表現・政治、旅と犬と生活と、考えるよろこび ほか）、
- 『新編 江藤淳文学集成』全5巻、河出書房新社、1984年-1985年（順に　夏目漱石論集、小林秀雄論集、勝海舟論集 ほか、文学論集、思索随想集）
- 『江藤淳コレクション』福田和也編、全4巻、ちくま学芸文庫、2001年（順に　史論、エセー、文学論 1、文学論 2）
- 『江藤淳全集』平山周吉責任編集、boid /VOICE OF GHOST（Amazon Kindle(電子書籍版)、約30巻予定）、2022年7月より

### 文学対談集
- 『江藤淳全対話』全4巻、小沢書店、1974年
「1 文学の流れの中で」、「2 現代文学を生きる」
「3 思想と文学と」、「4 文学のよろこび」
- 『蒼天の谺　江藤淳対談集』北洋社、1978年
- 『日付のある対話』北洋社、1979年
- 『文人狼疾ス』 開高健との対談、文藝春秋、1981年
- 『オールド・ファッション』 蓮実重彦との対談、中央公論社、1985年、中公文庫、1988年、講談社文芸文庫、2019年
- 『離脱と回帰と 昭和文学の時空間』聞き手富岡幸一郎、日本文芸社、1989年
- 『文学の現在 連続対談』河出書房新社、1989年
- 『文学と非文学の倫理』中央公論新社、2011年
  - 増補『吉本隆明 江藤淳 全対話』中公文庫、2017年
- 『小林秀雄 江藤淳 全対話』中公文庫、2019年。解説平山周吉
- 『大江健三郎 江藤淳 全対話』中央公論新社、2024年。解説柄谷行人、平山周吉

## 文学全集
- 『われらの文学』講談社 全22巻、1965年-1967年。大江健三郎と編集委員
- 月報連載「小林秀雄の眼」、『現代日本文学館』、小林秀雄編・文藝春秋 全43巻、1966年-1969年
- 『新編人生の本』文藝春秋 全12巻、1971年-1972年。曽野綾子と編集委員

## 翻訳
- ロバート・ムーレン 『クルップ五代記』 新潮社、1961年
- ファーガス・ヒューム 『二輪馬車の秘密』 足立康共訳、新潮文庫、1964年
- へレーン・ハンフ 『チャリング・クロス街84番地』 日本リーダーズダイジェスト社、1972年、講談社、1980年、中公文庫、1984年、新版2021年
- ドナルド・キーン 『生きている日本』 足立康共訳、朝日出版社、1973年

## オーディオブック
- 『CD 漱石の文学』 アートデイズ〈聴いて学ぶ文学〉、2003年
  - 元版『漱石とその時代を語る』 新潮社〈新潮カセット〉、1994年（収録は1993年6月）
- 『漱石と近代日本文学 CD 3巻組』 慶應義塾大学出版会〈慶應義塾の名講義・名講演〉、2012年

### 評伝・作家論
- 斎藤禎『江藤淳の言い分』書籍工房早山 2015年[35]
- 平山周吉『江藤淳は甦える』新潮社 2019年[36]。第18回小林秀雄賞受賞
- 高澤秀次『江藤淳 神話からの覚醒』筑摩書房 2001年
- 田中和生『江藤淳』慶應義塾大学出版会 2001年
- 廣木寧『江藤淳氏の批評とアメリカ』慧文社 2010年
- 『江藤淳 1960』中央公論編集部編、中央公論新社 2011年。作家論集
- 『江藤淳―終わる平成から昭和の保守を問う』河出書房新社 2019年。作家論集
- 富岡幸一郎『天皇論 江藤淳と三島由紀夫』文藝春秋 2020年
- 風元正『江藤淳はいかに「戦後」と闘ったのか』中央公論新社 2024年
- 與那覇潤『江藤淳と加藤典洋―戦後史を歩きなおす』文藝春秋 2025年